# IPad Pro
iPad Pro é um tablet produzido e desenvolvido pela Apple Inc. Anunciado em 9 de setembro de 2015,  é o primeiro da empresa com uma tela de tamanho superior a linha iPad desde seu lançamento em 2010, com resolução superior a de um Macbook 12'.
Em 21 de março de 2016, a versão de 9,7 polegadas do tablet foi anunciada juntamente com a nova versão de 256 gigabytes de armazenamento.

## Recursos
O iPad Pro é equipado com os processadores Apple A9X e Apple M9 (co-processador) com arquitetura 64 bits, 4 GB (2 GB na versão de 9 polegadas) LPDDR4 RAM, Touch ID e Retina Display. Juntamente com o iPad Pro, a Apple anunciou também o Apple Pencil, capaz de interagir com a tela do tablet. O dispositivo está disponível nas versões 32 GB, 128 GB .E 128 GB, 256 GB com conexão 3G/4G.